# ثدييات
الثَّدْيِيَّات (المفرد: ثَدْيِيّ) أو اللَّبُونات (المفرد: لَبُون) قالب:تسك هي صف أو طائفة حيوية تتفرع من شعيبة الفقاريات (باللاتينية: Vertebrata) في عالم الحيوان، اسمها يشتق من كلمة «ثدي» (باللاتينية: Mamma). الثدييات أيضاً هي فرع حيوي من الحيوانات السلوية داخلية الحرارة. تمتاز الثدييات عن غيرها من الحيوانات السلوية كالزواحف (وتشمل الطيور) ببعض الصفات مثل الشعر الذي يغطي أجسامها، والعظيمات الثلاث في الأذن الوسطى (عظيمات السمع)، والغدد الثديية في الإناث، والقشرة المخية الحديثة في الدماغ. وتقوم الإناث في جميع أنواع الثدييات بتغذية صغارها بالحليب، الذي تفرزه الغدد الثديية.
ينظم الدماغ في الثدييات درجة حرارة الجسم والدورة الدموية، بما فيها القلب ذو الأربع غرف. وتشمل الثدييات أكبر الحيوانات على كوكب الأرض، مثل الحيتان المزعنفة، وكذلك بعض من الأكثر ذكاء مثل الفيلة وكذلك بعض الرئيسيات والحيتانيات. الميزة الأساسية لأجسامها هي الأربعة قوائم التي تحملها على الأرض، ولكن بعض الثدييات تتكيف مع حياة البحر، في الهواء، في الأشجار، أو على قدمين. أكبر مجموعة من الثدييات، هي الثدييات الحقيقية، التي لديها مشيمة تغذي صغارها خلال فترة الحمل. تتراوح أحجام الثدييات من 30-40 ملليمتر (1-1.5 بوصة) مثل الخفاش الطنان إلى 33-متر (108 قدم) مثل الحوت الأزرق.
وفقا لأحصائية كتاب أنواع ثدييات العالم، حتى عام 2006 عرف 5,702 نوع من الثدييات. وقد جمعت في 1,229 جنس، 153 فصيلة و 29 رتبة. في عام 2008 ولمدة خمس سنوات أكملت منظمة (IUCN) - الاتحاد الدولي لحفظ الطبيعة 17,000 - تقييما علميا للثدييات العالم لقائمتها الحمراء (IUCN Red List) التي يبلغ عددها 5,488 نوع مقبول في نهاية تلك الفترة. تنقسم الثدييات في بعض التصنيفات إلى قسمين فرعيين (من دون الحفريات): ثدييات أولية (رتبة من أحاديات المسلك) وولودة حيث تتكون الأخيرة من دون طائفة الجرابيات والثدييات الحقيقية. وتضم الحيوانات الجرابية مجموعة تاجية من الجرابيات وبالتالي تشملها كلها فضلا عن الأعداد الكبيرة المنقرضة؛ وبالمثل تشكل المشيمية مجموعة تاجية من الثدييات الحقيقية.
جميع الثدييات تلد باستثناء أحاديات المسلك الخمسة (التي تضع البيض). معظم الثدييات بما فيها الستة الرتب الغنية بالأنواع تنتمي إلى مجموعة المشيمة. أكبر ثلاثة رتب (ترتيب تنازلي) هي:
- القوارض: (الفئران والجرذان، الشياهم، القنادس، خنازير الماء، وغيرها).
- الخفاشيات: (الخفافيش).
- الزبابيات: (الزباب، الطوبين والسولينودونيات).

أكبر ثلاثة رتب تعتمد على التصنيف الحيوي المستخدم هي:
- الرئيسيات: وهي التي ينتمي إليها الجنس البشري.
- حيتانيات شفعية الأصابع: (تشمل شفعيات الأصابع والحيتان)،
- اللواحم: (القطط، الكلاب، ابن عرس، الدببة، الفقمات، وأقاربها).[5]

في حين أن تصنيف الثدييات على مستوى العائلة مستقرة بتوزيعات مختلفة على مستويات أعلى وخاصة للجرابيات. ومؤخرا حدث تغير كبير انعكس على نتائج التحليل الكلاديستيكي وعلم الوراثة الجزيئي. أدت نتائج علم الوراثة الجزيئي على سبيل المثال إلى اعتماد مجموعات جديدة مثل الأفريقيات وتم التخلي عن المجموعات التقليدية مثل آكلات الحشرات.
كانت أسلاف السنابسيد الثديية هي وتدية الأسنان البليكوصورات، والمجموعة التي تشمل كذلك الديميترودون. في نهاية العصر الكربوني، تفرعت هذه المجموعة من الصوروبسيدا التي تقود إلى زواحف وطيور هذا اليوم. يسبقها العديد من المجموعات المتنوعة من السنابسيدات غير الثديية (تسمى أحيانا الزواحف شبه ثديية)، وظهرت أول الثدييات في بداية حقبة الميسوزي. نشأت رتب الثدييات الحديثة في عصر الباليوجين والنيوجين من حقبة السينوزي.

## تعريفات وتواريخ مختلفة

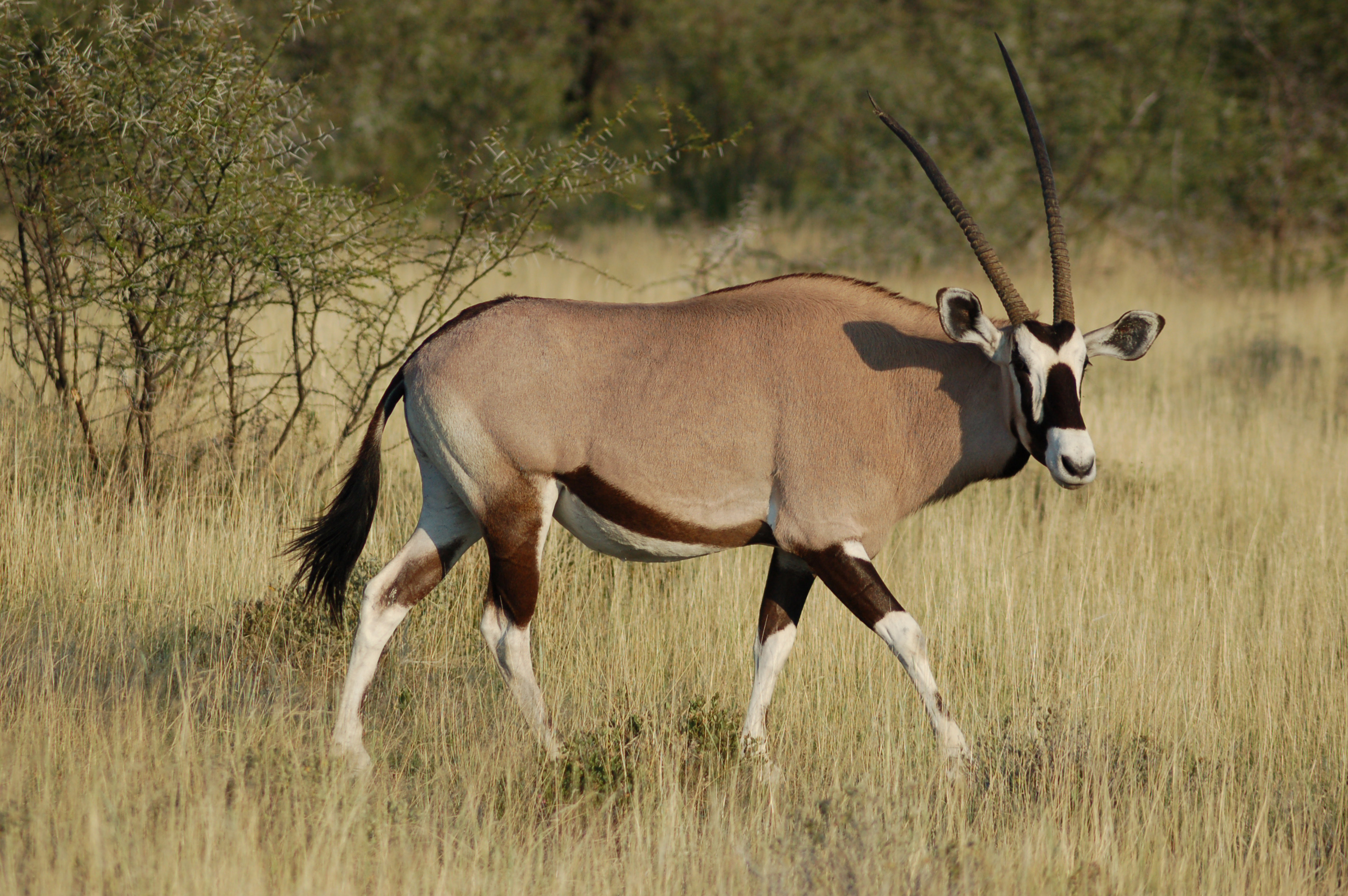
مها

كلمة "mammal" في اللغة الإنجليزية كلمة حديثة مأخوذة من الاسم العلمي Mammalia التي صاغها العالم السويدي كارولوس لينيوس عام 1758، وهي مشتقة من كلمة mamma' اللاتينية («حلمة الثدي»). عرف العالم تيموثي رو علم الوراثة العرقي للثدييات أنها مجموعة تاجية وذلك في ورقة اصدرها عام 1988. يتكون الفرع الحيوي من أحدث سلف مشترك لأحاديات المسلك الحية (النضناض وخلد الماء) والثدييات الولودة (الجرابيات والمشيميات) وجميع سلالة ذلك السلف. في عام 2004 تم تقديم تعريف اشمل للصفات الوراثية في كتاب مشترك لكل من كيلان جاوروسكا، سيفيللي، ولوه عرفو فيه الثدييات كنوع حيوي نشأ مع أحدث سلف مشترك، ليس فقط مع أحاديات المسلك والثدييات الولودة، بل كذلك مع السينوكونودون [الإنجليزية]، المورجانوكودونتا [الإنجليزية] والدوكودونتا [الإنجليزية]. وضع «تيموثي رو» كل من المورجانوكودونتا والدوكودونتا في الفرع الحيوي غير المصنف أشكال الثدييات، وكان توزيعها على نطاق واسع في القارات الشمالية، وكان لها العديد من الخصائص التي قد تصنف تقليديا على أنها ثدييات. خصوصا أن بعض «الدوكودونتات» كانت مغطاة بالفرو.
إذا اعتبرت الثدييات كمجموعة تاجية فقد يكون أصلها مؤرخ تقريبا كأول ظهور لحيوانات معروفة وأكثر ارتباطا لبعض الثدييات الموجودة من غيرها. وتعتبر الابوندرو أكثر ارتباطا لأحاديات المسلك من الثدييات الولودة بينما الأمفيلستيس [الإنجليزية] والأمفيثيريوم [الإنجليزية] أكثر ارتباطا بالثدييات الولودة؛ بناء على حفريات هذه الأجناس الثلاثة فإنه يقدر تاريخها حوالي 167 مليون سنة مضت في فترة الجوراسي الأوسط، ويعتبر هذا هو التقدير المعقول لظهور المجموعة التاجية. ويقدر تاريخ الأديلوباسيلوس [الإنجليزية] والتيكيثيريوم [الإنجليزية] حوالي 225 مليون سنة مضت، وبالتالي فإن ظهور الثدييات في بصورة أعم يكون مؤرخ في فترة الترياسي المبكر. وعلى أي حال فإن النطاق الزمني للمجموعة يمتد إلى يومنا هذا.
```
أهمية الثدييات
```

كيف يستخدم الناس الثدييات. قام الإنسان منذ أقدم العصور بصيد الثدييات الأخرى. وفي عصور ما قبل التّاريخ كان النّاس يأكلون لحوم الثدييات البرية ويستعملون جلودها لصنع الملابس، كما استعملوا أيضًا عظامها وأسنانها وقرونها وحوافرها لصنع الأدوات والحلي.
ومنذ حوالي 10,000 سنة، تعلم النّاس استئناس أنواع معينة من الثدييات النافعة، حيث ربى الصيادون الكلاب ـ وهي من أول الحيوانات التي استؤنست ـ وذلك لأغراض السباق والرياضة. وبعد ذلك استأنس بعض النّاس الأجيال الأولى من الماشية والماعز والغنم. ومنذ ذلك الحين زوَّدت هذه الحيوانات الإنسان باللحوم وغيرها من المنتجات. وقد استُُعمل لفترات طويلة كل من الخيل والثيران لنقل الناس وأمتعتهم، كما استعملت للغرض نفسه الإبل والفيلة والماعز واللامات والأيائل والكلاب أحيانًا.
وتعتبر بعض الثدييات ـ وخاصة القطط والكلاب والجرذان القارضة والأرانب ـ من الحيوانات الأليفة الشائعة. وهناك أنواع معينة من هذه الحيوانات تستعمل في الأبحاث العلمية، كأن تُجرب عقاقير جديدة في الجرذان والفئران والكلاب وخنازير غينيا والقردة.
ورغم ما توفره الثدييات الأليفة من منتجات، فلا يزال النّاس حتى الآن يصطادون الثدييات البريّة، مثل الظباء والغزلان والأرانب والسناجب، وذلك للانتفاع بلحومها وجلودها. وتُصاد الحيتان للحصول على اللحم والزيت، وعجول البحر من أجل جلودها. وهناك أنواع من الثدييات البريّة مثل القندس وفأر المسك وثعلب الماء وغيرها، تصاد للحصول على الفراء. وتصاد الفيلة ووأفراس النهر وحيوانات الفظ للحصول على أنيابها المُكوَّنة من العاج.
تعتبر الثدييات البرية أيضًا مصدرًا للمتعة والترويح. ويسافر كثير من الناس إلى المتنزهات العامة والخاصة ليسعدوا بمشاهدة الدببة والغزلان والأسود وغير ذلك من الثدييات في بيئاتها الطّبيعية. وهناك أُناس آخرون يذهبون إلى حدائق الحيوان لمشاهدة الحيوانات الجذّابة. وحتى في المدن الكبيرة يستطيع النّاس رؤية بعض الثدييات البرية، مثل السناجب والاستمتاع بها.

## الثدييات وتوازن الطبيعة
لا تنحصر أهمية الثدييات في فوائدها للإنسان فحسب، وإنما تمتدّ أيضًا لتشمل نظام الحياة على الأرض كافة، حيث يساعد الكثير من الثدييات النّباتات على النّمو. فمثلاً تخرج الحيوانات التي تتغذى بالنبات البذور في روثها. وكثير من تلك البذور تنمو وتنتج عنها نباتات جديدة. وبالمثل نجد أنّ كثيرًا من ثمار الجوز التي تدفنها السناجب تحت الأرض لتتغذى بها، تنمو وتتحوّل إلى أشجار. وتقوم الأرانب وحيوانات الخُلد والغرائر وغيرها من الثدييات الحافرة بشق جحور في التربة؛ مما يساعد على دخول الهواء والرطوبة وضوء الشمس في باطن التربة، ومن ثم تساعد تلك العناصر في نمو النباتات الصغيرة.
تساعد الحيوانات آكلة اللحوم أيضا على حفظ التوازن الطبيعي من خلال اعتمادها في غذائها على الحيوانات آكلة النبات. فإذا لم تحدّ الحيوانات آكلة اللحوم، مثل الأسود والثعالب وبنات عرس، من عدد آكلات النبات، لتناقصت بشكل ملحوظ أنواع معينة من النباتات في منطقة ما أو تلاشت تمامًا. وهناك ثدييات أخرى تساعد في السيطرة على الحشرات والحد من أعدادها. فمثلا يلتهم الآردفارك وآكل النمل والبنجولين الآلاف من النّمل والنّمل الأبيض في كلّ وجبة، وعند كلّ مساء تتغذى الخفافيش بأعداد هائلة من الحشرات. وتقوم الثدييات مثل الضباع والثّعالب بالتغذي ببقايا الحيوانات الكبيرة التي قُتِلَتْ أو ماتت ميتة طبيعية.
وتعتبر مخلفات الثدييات وجيفها من العوامل المهمة في حفظ التوازن الطبيعي، حيث يستخدم روث الثدييات سمادًا ذا قيمة عالية. كما أن عظام الثدييات وجيفها تتحلل في التربة إلى مركّبات كيميائية تحتاج إليها النّباتات والحيوانات.

## أجسام الثدييات
تعيش الثدييات بطرق مختلفة، ولكل منها جسم مكيف لظروف معيّنة تلائم حياته، بيد أنها جميعها تشترك في خصائص جسمانية أساسية تشتمل على:
- 1-الجلد والشعر
- 2-الهيكل العظمي
- 3- أجهزة الأعضاء الدّاخلية.

### الجلد والشعر
يغطي كل من الجلد والشّعر جسم الثديّيات. ويتكون الجلد من طبقة داخلية تسمى الأدمة، وأخرى خارجية تسمى البشرة. وتحتوي الأَدَمة على الشرايين والأوردة التي تحمل
الدم إلى الجلد.
أما البشرة فهي خالية من الأوعية الدموية وتعمل على حماية الأدمة، كما تبرز منها الملامح الأساسية التي تميز الجلد مثل الشّعر والقرون والمخالب والأظافر والحوافر.

## الغدد في الثدييات
ويحوي جلد الثدييات عددًا كبيرًا من الغدد، ومنها الغدد الثديية التي تنتج الحليب الذي تستخدمه الثدييات في إرضاع صغارها. وهناك الغدد الزهمية (الدهنية) التي تنتج زيوتاً لتليين الشَّعر والجلد. وتقوم الغدد العرقية بتخليص الجسم من كميات قليلة من الفضلات السائلة، والمساعدة أساساً في ترطيب الجسم أثناء تبخُّر العرق عند سطح الجلد. وكثير من الثدييات مثل الكلب والظربان الأمريكي تحتوي أجسامها على غدد عطرية وتستعمل الكلاب هذه الغدد في أغراض الاتصال والاستدلال، بينما يستعملها الظربان الأمريكي لنشر الروائح الكريهة بوصفها وسيلة دفاعية.

## الشعر وأهميته لدى الثدييات
ولكثير من الثدييات طبقتان من الشعر، إحداهما سفلية وهي شعيرات دقيقة ناعمة يتكون منها غطاء الجلد السميك الدّافئ، والأخرى خارجية تتكوّن من الشَّعر الواقي، يميزها شّعر أطول وأصلب. وتعطي هذه الطَّبقة الشَّكل المميّز لغطاء الثدييات، كما تحمي طبقة الشّعر السّفلية. ويتميز الكثير من الثدييات بوجود شعر طويل صلب حول منطقة الفم وفي أجزاء أخرى من الرأس، يعرف باسم الشعر اللمسي، ويعمل بمثابة أعضاء للاستشعار، ومن أمثلته شوارب القطط والجرذان.
ويفي الشعر بأغراض عدة؛ ففي كثير من الثدييات يختلط لون الشعر مع ألوان البيئة المحيطة؛ ممّا يحمي الحيوانات من الأعداء ويقيها شر الافتراس. وفي بعض الثدييات توجد طبقة من الشعر الواقي، مثل الأشواك التي تغطّي حيوان الشيهم وتحميه من أعدائه. والهدف الأساسي من وجود الشّعر هو تدفئة الحيوانات. وفي الحيوانات التي يخلو جسمها من الشعر؛ مثل الدلافين والحيتان، تُغطي الجسم في هذه الحالة طبقة سميكة من الدُّهن لتدفئة الحيوان. أما بعض الثّدييات قليلة الشّعر كالفيلة والكركدن فتعيش في الأجواء الدافئة.

### الهيكل العظمي
يشكل الهيكل العظمي البنية الأساسية للجسم، كما يحمي أعضاءه الحيوية. إضافة إلى ذلك، تلتصق عضلات الجسم بالهيكل العظميّ، وتقوم بتمكين الحيوان الثديي من الحركة. وفي جميع أنواع الثدييات ـ سواء كانت حيتانًا ضخمة أو حيوانات صغيرة مثل الزَّبابات ـ يحتوي الهيكل العظمي على أكثر من 200 عظمة، وقد يكون بعضها مندمجًا مع بعضها الآخر على شكل كتلة واحدة. ويتكون الهيكل العظمي من جزءين هما:
- 1- الهيكل المحوري.
- 2- الهيكل الطرفي.

الهيكل المحوري: يتكون من ثلاث مناطق هي: الجمجمة، والعمود الفقري، والقفص الصدري.
تضم الجمجمة الدماغ داخل صندوق عظمي يسمى القحف، كما تضم أيضا عظام الفكّ والأسنان ومناطق لأعضاء السّمع والبصر والشّم. وفي بعض الثدييات تبرز نتوءات عظمية من الجمجمة كما في آكلات النّمل والغزلان.
ويحتوي العمود الفقريّ على خمسة أنواع من الفقرات العظمية هي: الفقرات العنقية في الرقبة، والفقرات الصدرية في الصّدر، والفقرات القطنية في مؤخرة الظّهر، والفقرات العجزية بين المفاصل، والفقرات الذيلية في الذّيل. وفي جميع الثدييات، عدا خراف البحر والكََسلان، توجد سبع فقرات عُنقية. أما باقي أنواع الفقرات فيختلف عددها باختلاف نوع الحيوان الثدييّ.
ويتكون القفص الصّدري من الضّلوع المتصلة بالفقرة الصدرية، كما تتصل معظم الضّلوع بعظام القفص الصّدري. ويُكوّن القفص الصّدري سياجًا عظميًّا يحمي القلب والرئتين وغيرهما من الأعضاء الحيوية.
الهيكل الطرفي. يتكون من الضلوع ودعائمها. وترتبط الضّلوع الأمامية مع الهيكل المحوريّ بحزام الكتف الذي يتكوّن ـ في معظم الثديّيات ـ من العظمة الكتفية العريضة وعظمة الترقوة. وترتبط الضلوع الخلفية مع الفقرة العجزيّة بوساطة الحزام الوركي المكون من ثلاثة عظام. وفي كثير من الثديّيات تندمج العظام الثلاثة المكوّنة للحزام الوركي بعضها بـبعض ومع الفقرة العجزية.
وهناك عظمة وحيدة تكوّن الجزء العلوي من كل طرف. وفي معظم الثديّيات يتكوّن الجزء السفلي من عظمتين، وقد تندمج هاتان العظمتان إحداهما مع الأخرى في بعض الثدييات. ويتكون كل من الرسغ وراحة القدم الأمامية ومنطقة الكاحل وراحة القدم الخلفية من العديد من العظام الصغيرة. ويتوقف عدد تلك العظام على عدد الأصابع الأماميّة والخلفيّة أو الحوافر في الحيوان.

### الأجهزة الداخلية
الجهاز هي مجموعات من الأعضاء التي تؤدي وظيفة معينة. وتشتمل الأجهزة الأساسية في الثدييات على:
- 1- الجهاز الدوري
- 2- الجهاز الهضمي
- 3- الجهاز العصبي
- 4- الجهاز التنفسي.

#### جهاز الدوران
يتكون من القلب والأوعية الدموية. وللثدييات قلب له أربع حجرات تعمل بكفاءة عالية وتقوم بضخ الدَّم إلى جميع أجزاء الجسم. ويقوم الدّم بدوره بنقل الغذاء والأكسجين إلى أنسجة الجسم حيث يتم حرقهما لإنتاج الطّاقة. وتستطيع كريات الدّم الحمراء في الثدييات حمل كميات أكبر من الأكسجين مقارنةً بتلك التي في سائر الحيوانات الأخرى ـ عدا الطيور. وهناك ارتباط بين الكفاءة العالية للجهاز الدّوريّ وبين ظاهرة الدّم الحار في الثدييات، حيث يتوجب أن تحرق الثدييات كميّات كبيرة من الغذاء لكي تبقى درجة حرارتها عالية.

#### جهاز الهضم
الجهاز الهضمي. يقوم بامتصاص المواد الغذائية المهضومة من الطّعام. ويحتوي هذا الجهاز أساسًا على قناة طوليّة مكوَّنة من الفم والمريء والمعدة والأمعاء. ويختلف الجهاز الهضمي في الثدييات باختلاف نوع الغذاء الذي تتناوله. فالثدييات التي تتغذى باللحوم ـ وهي من المواد السهلة الهضم ـ يكون جهازها الهضمي بسيطًا نسبيًّا وبه أمعاء قصيرة؛ أما آكلات الأعشاب فلها معدة معقّدة التّركيب وأمعاء طويلة. فمثلاً يحتوي الجهاز الهضمي في ثدييات مثل الأبقار والأغنام على معدة من أربع فجوات تقوم كلُّ منها بدور في تفكيـك الأعشاب الخشنـة التي يتنـاولها الحيوان.

#### الجهاز العصبي
الجهاز العصبي. يعمل على تنظيم أنشطة الجسم كافة، ويتكون من الدماغ والعمود الفقري وما يلحقهما من أعصاب. وفي أغلب الثدييات يكون حجم الدماغ كبيرًا إذا ما قُورن بالحيوانات الأخرى صغيرة الحجم. وإضافة إلى ذلك يحتوي دماغ الثـدييات عـلى قشـرة مخيـة جـيدة التكوين تُعَدُّ مركزًا للفهم والإدراك.

#### الجهاز التنفسي
الجهاز التنفسي يمكِّن الثدييات من التنفس. ويتكون من رئتين وقنوات مختلفة تؤدي إلى فتحتي الأنف (المنخر). وهناك غطاء عضلي يُسمى الحجاب الحاجز يفصل بين التَّجويف الصّدري والتَّجويف البطني ويُساعد في عملية التَّنفس، ويوجد في الثدييات فقط. وفي معظم الثدييات تقع فتحتا الأنف عند مؤخرة المخطم. وعند الدلافين والحيتان تسمى فتحات الأنف بالثقوب الهوائية وتقع أعلى قمة الرأس. وفي الدلافين وبعض الحيتان توجد فتحة واحدة للأنف وإن كان لبعض الحيتان فتحتان.

#### أجهزة أخرى
أجهزة عضوية أخرى تشمل الأجهزة الهورمونية والإخراجية والتناسلية. يَتَكَوَّنُ الجهاز الهُورْموني من غُدد تقوم بإفراز هُورمونات، وهي مواد تساعد على تنظيم وظائف الجسم. ويقوم الجهاز الإخراجي بتخليص الجسم من الفضلات عن طريق الكلى.

## الحواس والإدراك عند الثدييات
الحَواسُّ. تعتمد الثّدييات على حواس مختلفة تجعلها تتفاعل مع ما يحدث في البيئة المحيطة بها. والحواس الرئيسية في الثدييات هي: 1- الشَّم 2- الذَّوق 3- السَّمع 4- الإبصار 5- اللَّمس. وهذه الحواس لا تتساوى في جميع أنواع الثدييات، كما أن بعض هذه الحيوانات قد لا تتوافر لديه كلُّ الحواسّ.

### الشَّم
تُعْتَبر حاسة الشم من أكثر الحواسّ أهمية في معظم أنواع الثدييات. ولأغلب الأنواع تجاويفُ أنفية كبيرة تبطنها أعصاب تستشعر الروائح. وتعتمد هذه الحيوانات أساسًا على حاسّة الشَّم في البحث عن الطّعام والتعرف على وجود الأعداء. وفي كثير من الأنواع تتصل الحيوانات وتتفاهم فيما بينها من خلال الروائح التي تفرزها غُدد جلديّة مختلفة، وأيضًا من خلال فضلات الجسم. فمثلا يتبول الكلب على الأشجار وأشياء أخرى ليدل الكلاب الأخرى على وجوده بتلك الأماكن. وفي أنواع أخرى من الثّدييات ـ وبخاصة القردة ـ تتضاءل حاسَّة الشَّم، بينما في ثدييات أخرى مثل الدلافين والحيتان تنعدم هذه الحاسة تماماً.

### التذوق
تُساعد حاسة التذوق الثّدييات في التعرف على الأغذية واختيار المناسب منها لتناوله. وتنشأ هذه الحاسة أساسًا من براعم التذوق الموجودة على اللّسان، وإن كانت هذه الحاسّة تتأثر كثيرًا بروائح الغذاء.

### السمع
تنمو حاسة السمع جيدًا في معظم الثدييات. ولأغلب الأنواع آذان خارجية تقوم بجمع الموجات الصوتية ثم نقلها إلى الآذان الوسطى والداخلية.
وتستخدم بعض الثدييات حاسّة السمع لإيجاد الطعام ولتفادي العقبات في الظّلام. فالخفافيش مثلا تُصدر أصواتًا قصيرة عالية النغم لتنعكس من الأشياء المحيطة، وتستخدم هذه الأصوات وأصداءها المنعكسة في التعرف على أماكن الحشرات وأيضا الأسلاك الدقيقة. وتستعمل الدلافين والحيتان أيضا هذه الطريقة وهي تحديد موقع الصدى لاقتفاء أثر الطعام ولتفادي العقبات تحت سطح الماء، إلا أن الأصوات التي تصدرها تعد أقل نغمة من تلك التي تصدرها الخفافيش. وهناك ثدييات أخرى مثل أسود البحر والفقمات والزبابات تستعمل جميعها طريقة تحديد موقع الصدى.

### الإبصار
تعتبر هذه الحاسّة من أهم الحواس في بعض الثدييات. ويتشابه شكل العين ووظيفتها في جميع أنواع الثدييات. وتحتوي العيون في الثدييات الراقية على عدد أكبر من الأجسام المخروطية مقارنة بمعظم الثدييات الأخرى، مما يتيح للقردة والنسانيس الرّؤية الواضحة نهارًا والقدرة على تمييز الألوان. وقليل من الثدييات الأخرى ذات النشاط النهاري لها القدرة على رؤية الألوان، بينما تتسم معظمها بعمى الألوان. وللكثير من أنواع الثدييات ليلية النشاط، عيون كبيرة. ويوجد بالعين عاكس خلفي يسمى بساط المشيمية يساعد الحيوان على الرّؤية في الظّلام، كما يساعد على إظهار ضياء العين الذي نراه في القطط عندما يواجه الضوء عيونها أو في الغزلان أثناء الليل.

### اللمس
لمعظم الثدييات حاسة لمس جيدة نتيجة لوجود الأعصـاب اللمسـية على امتـداد الجسـم بأكمله. وتحتوي بعض المناطق من الجسم على عدد كبير من تلك الأعصاب، مما يجعلها أكثر حساسية للمس مقارنة بالمناطق الأخرى. وتحتوي شوارب الثدييات مثل القطط والكلاب والجرذان على أعصاب لمسية كثيرة تقع عند قاعدة الشارب. وتساعد تلك الشوارب الحيوانات على تلمّس طريقها في الظلام. ولحيوانات الخلد ذيول بالغة الحساسية تساعدها على التجمع والتراص في أوكارها المظلمة الضيقة. ويوجد أيضا العديد من الأعصاب اللمسية في أصابع الثدييات العليا، ونرى ذلك واضحًا في كفوف حيوانات الراقون.

### الذكاء
يرتبط الذكاء بقدرة الحيوان على التّعلُّم. ومن خلال عملية التَّعلُّم يختزن الحيوان المعلومات في ذاكرته، ثم يستخدمها فيما بعد في التَّصرُّف بالطرق الملائمة. وتستطيع الثدييات ـ بفضل القشرة المخية جيدة التكوين ـ أن تتعلم أكثر من سائر أنواع الحيوانات الأخرى.
ويصعب قياس الذكاء حتى في الإنسان، لكن الشمبانزي والكلاب والدلافين تستطيع أن تتعلم أكثر عند قيام النّاس بتدريبها. وتعد هذه الأنواع من بين الثدييات الأكثر ذكاء. ويدل مقدار المساحة السطحية للدماغ ـ وبخاصة القشرة المخية ـ على مدى قابلية الحيوان للتّعلم. ففي الثدييات الذكية تكون القشرة المُخية كبيرة نسبيًّا وبها ثنيات تساعد على زيادة مساحتها السطحية. أما في الإنسان فتكون القشرة المخية أكثر نضجًا ونماء.

## غذاء الثدييات
معظم الثدييات آكلات عشب. وعادة ما يكون الغذاء النباتي صلبًا ويسبب تآكلا في الأسنان، ولكن لآكلات الأعشاب أسنان خاصة لمقاومة التآكل. ففي كثير من الثدييات آكلة النبات كالماشية والفيلة والخيول نجد الأسنان العلوية متوَّجة، ولذا تتآكل ببطء، بينما في حيوانات القندس والفئران وغيرها من القوارض تنمو الأسنان الأمامية بصفة مستمرة مما يحول دون تآكلها.
وهناك بعض الثدييات تسمى آكلة اللحوم (اللواحم)، لأنها تتغذى بلحوم الحيوانات. والكثير من هذه الثدييات سريع الحركة، ويستطيع اللحاق بالفريسة ثم الإمساك بها وطعنها بوساطـة أنـياب طويلة مُدبَّـبة. وهناك ثدييات مثل النُّمور والأسود والذّئاب لا تمضغ طعامها جيدًا وإنما تبتلع قطعًا كبيرة منه دفعة واحدة. كما تستعمل كل من الدلافين والفقمات وغيرها من الثدييات آكلة الأسماك أسنانها للإمساك بالفريسة وابتلاعها دفعة واحدة. وهناك بعض الثدييات آكلة اللحوم تتغذى ببقايا جُثث الحيوانات بدلاً من صيد الفرائس الحيّة. والضبعُ بصفة خاصة مهيِـأة لمثل تلك الوجبات، وله فك بالغ القوة يمكنه حتى من سحق العظام الكبيرة.
وتتغذى بعض الثدييات مثل الخفافيش والزبابات بالحشرات وتسمى آكلات الحشرات. ولهذه الحيوانات أسنان تمكنها من قطع الأجزاء الصّلبة الخارجية ونزعها من جسم الحشرة، وبالتالي تتعرّى الأجزاء الداخلية الرّخوة من الحشرة وتصبح بذلك معدّة لغذاء الحيوانات. وهناك أنواع أخرى من آكلات الحشرات مثل الأردفارك وآكل النمل وقنفذ النمل والنمبات والبنجولين، لها جميعًا أسنان ضعيفة أو ليست لها أسنان على الإطلاق. وتتغذى هذه الثدييات بالنّمل والأرضة، حيث تقوم بالتقاط تلك الحشرات بألسنتها الطويلة اللزجة ثم ابتلاعها بعد ذلك دون مضغ.
وتتغذى بعض الثدييات بالنباتات والحيوانات، ولهذه الثدييات القارتة أسنان تمكنها من طحن النباتات وتقطيع اللحوم، ومنها الدّب والخنزير والأبوسوم والإنسان. وتغير بعض الثدييات القارتة طعامها تبعًا لاختلاف فصول السنة؛ فمثلاً يتغذى الظربان الأمريكي المرقط بالفواكة والبذور والحشرات صيفًا، بينما يتغذّى بالجرذان والفئران شتاء.

## حركة الثدييات

### على اليابسة
تعيش معظم الثدييات على الأرض، وتتحرّك هذه الحيوانات الأرضية سيْرًا على أربع قوائم. وهي تسير برفع قدم واحدة أمامية ثم القدم الخلفية المقابلة، ثم رفع القدم الأمامية الأخرى فالقدم الخلفية المقابلة. وفي السرعات الكبرى تهرول معظم الثدييات ذات الأرجل الأربع رافعة إحدى قدميها الأماميتين مع القدم الخلفية المقابلة في آن واحد. وقليل من الأنواع مثل الإبل والفيلة والزراف تعدو بدلاً من الهرولة. ويتميز العدو برفع كلتا القدمين في جانب واحد من الجسم في آن واحد. وعند أقصى سرعتها تقفز معظم الثدييات الأرضية، وأثناء القفز تكون قدم واحدة فقـط على الأرض، ولكن في لحظات معيـنة أثناء القفـز تكون الأقـدام الأربـع جميـعها في الهواء.
وتعتبر اليرابيع، وحيوانات الكنغر، وجرذان الكنغر، من الثدييات الأرضية التي تتحرك بطريقة الوثب (القفز). ولهذه الحيوانات أرجل خلفية قوية، ولها أيضا ذيل طويل يستعمل في حفظ التوازن.

### على الأشجار
يقضي كثير من الثدييات التي تعيش في مناطق الغابات معظم الوقت على الأشجار. ولهذه الحيوانات الشجرية ملامح خاصة للجسم تمكنها من الحركة بين الأشجار. فالقردة مثلاً تستخدم أيديها وأرجلها للإمساك بغصون الأشجار. وكثير من القردة التي تعيش في أمريكا الوسطى وأمريكا الجنوبية لها ذيل قابض يستطيع الالتفاف حول غصون الأشجار بغرض الدّعم والاستناد. وهناك ثدييات أخرى لها ذيل قابض مثل حيوانات الكنْكَاج والأبوسوم والفلنجر. وهناك بعض أنواع من آكلات النّمل والبنجولين والشيهم لها أيضًا ذيل قابض. ولحيوانات أخرى، مثل السناجب وزبابات الشجر، مخالب حادة مقوسة تساعدها في تسلق الأشجار. ولكسلان الشّجر مخالب بالغة الطول والتقوس بحيث لايمكن للحيوان أن يسير منتصبًا على الأرض. وتقضي هذه الثدييات معظم حياتها معلقة على غصون الأشجار رأسًا على عقب.

### في الماء
تعد الدلافين وخنازير البحر وخراف البحر والحيتان من الثدييات التي تقضي حياتها كلها في الماء. ولهذه الحيوانات جسم انسيابي الشكل وذيل قوي، ويتحرك كل منهما لأعلى ولأسفل وذلك لدفع الحيوان بقوة خلال المياه. وتأخذ الأطراف الأمامية شكلاً زعنفيًّا شبيهًا بالمجداف يُستخدم لأغراض التّوازن والدّوران. وليس لهذه الحيوانات أطراف خلفيّة.
وهناك كثير من الثدييات تقضي معظم حياتها ـ وليس كلها ـ في الماء. وتسبح بعض هذه الحيوانات مثل فرس النّهر والفظ عن طريق تحريك أطرافها الأمامية والخلفية. وهناك أنواع أخرى تستخدم أساسًا أطرافها الأمامية مثل حيوانات البلاتيبوس والدِّببة القطبية والفقمات الفرائية وأسود البحر. ولا تزال هناك ثدييات أخرى تستخدم أطرافها الخلفية فقط في السباحة مثل حيوانات القندس والفقمات المشعرة.

### في الهواء
تُعَدُّ الخفافيش الثَّدييات الوحيدة التي يمكنها الطّيران. وتتكون أجنحتها من جلد رقيق مشدود على عظام الأطراف الأمامية. وتطير الخفافيش بضرب أجنحتها إلى الأمام وإلى أسفل ثم إلى أعلى وإلى الخلف.
ولا تستطيع أي من الحيوانات المسماة بالليمور الطّائر أو الفلنجر الطّائر أو السنجاب الطائر أن تطير فعلاً بمعنى الكلمة. ولهذه الثدييات ثنايا من الجلد بين الطرف الأمامي والطرف الخلفي على جانبي الجسم، وعن طريق مدّ تلك الأجنحة يستطيع الحيوان القفز من شجرة إلى أخرى، وكأنه يطير في الهواء.لأن الهواء يمتد عبر جلدها فتجعلها تقفز مسافة أطول كأنها تطير فعلا .

### تحت الأرض
تقضي حيوانات الخُلْد وأنواع معينة أخرى من الثدييات حياتها كلها تقريبًا تحت الأرض. ولمعظم الثدييات تحت الأرضية مخالب حادة وأطراف أمامية قوية، والكثير منها ضعيف الرؤية وبعضها لا يقدر على الرؤية نهائيًّا. وتستدير الأطراف الأمامية في حيوانات الخلد بحيث تتجه راحاتها العريضة خلفًا وتبرز مَرافقها إلى أعلى. وتستطيع حيوانات الخلد السباحة خلال التربة بفضل ما تحتويه أطرافها الأمامية من عضلات صدرية قوية. وتتشابه سباحة تلك الحيوانات إلى حد كبير مع سباحة الصّدر التي يمارسها بعض الناس.

## التكاثر عند الثدييات
تتكاثر جميع الثدييات جنسيًّا. وفي التكاثر الجنسي تتحد النطفة (الحيوان المنوي) أو الخـلية الجنسـية الذكرية مع البيضة أو الخلـية الجنسـية الأنثوية، وتُسَمَّى هـذه العمـلية الإخـصاب. ثـم تنمـو البيضة المخصبة لتكـون فردًا جديدًا. وفي جميع أنواع الثدييات يتم إخصاب البيضة داخل جسم الأنثـى، ولذكـور الثدييات عضو خاص يسمـى القضيب يـقـوم بقـذف النطاف في رحـم الأنثى أو مهبلها أثناء الاتصال الجنسي.

### التزاوج
يحدث التزاوج في معظم الثدييات في الأوقات التي تكون فيها الأنثى في حالة اشتهاء جنسي فقط، حيث تقبل هنا الأنثى على الذكر وتستجيب لعملية السِّفاد (الاتصال الجنسي).
ويختلف وقت حدوث الاشتهاء الجنسي باختلاف الأنواع. ففي بعض الثدييات ـ وبخاصة تلك التي تعيش بالمناطق التي يكون فيها المناخ ثابتًا على مدار السنة ـ يَحْدُث الاشتهاء الجنسي في الأنثى في أي وقت. وتعرف هذه الثدييات بالثدييات متعددة الاشتهاء الجنسي، ومن أمثلتها الفيلة والزّراف. أما في الأنواع التي تعيش في مناطق موسميّة المُناخ فيحدث الاشتهاء الجنسي للأنثى في أوقات معينة من السّنة. ويتم توقيت موسم التزاوج بحيث تنتج الصغار في الأوقات التي تكون فيها البيئة مهيأة لمعيشتها. وهناك بعض الأنواع موسمية التزاوج يحدث لها الاشتهاء الجنسي مرة واحدة في السّنة، وتعرف هذه الثدييات بالثدييات وحيدة الاشتهاء الجنسي، ومن أمثلتها بعض الخفافيش والدِّببة والغزلان. وفي أنواع أخرى كالأرانب يحدث الاشتهاء الجنسي مرات عدة خلال موسم التّزاوج، وتسمى مثل هذه الثدييات بذات الاشتهاء الجنسي المتعدد الموسمي.
وسلوك التزاوج في معظم الثدييات الأقل حجمًا سلوك غير مميز. فليست هناك رابطة مستمرة بين الزوجين بل يبقى كل منهما مع الآخر فقط متى ما كان هناك سفاد. وبعض الأنواع متعددة القرينات مثل الغزلان والفقمات الفرائية، وتسافد ذكورها مجموعة من الإناث قبيل وأثناء موسم التزاوج، ويحاول الذكر هنا مسافدة كل أنثى في هذه المجموعة بحيث يكون قد سافد كل الإناث بنهاية موسم التزاوج. وفي كثير من أنواع الثدييات تبقى الذكور مع الإناث لبعض الوقت بعد السِّفاد، ولكن قليلاً من الثدييات فقط تبقى مع قرائنها مدى الحياة. ويعتقد علماء الحيوان أن هذه الأنواع الأحادية القرينة تشمل حيوانات القندس والذئاب وأنواعًا صغيرة من الظباء تسمى الدقدق.
حيث يدخل العضو الذكري في العضو الانثوي ويبدأ التخصيب للبويضة بافراز السائل المنوي من خلال الذكر وهذا يكون موجود في كل الحيوانات الذكور

### التَّكاثُر
يمكن تقسيم الثدييات إلى ثلاث مجموعات على أساس الطريقة التي تنشأ عنها أفراد جديدة من البيضة المُخصَّبة، وهذه المجموعات هي: 1- ذوات المشيمة 2- ذوات الجِراب 3- وحيدة المسلك.
ذوات المشيمة. الأغلبية العظمى من الثدييات حيوانات مشيمية أو ذات مشيمة، وتعطي صغارًا جيدة النمو. وبعد حدوث الإخصاب تبدأ هذه الصّغار في التّكون داخل الرحم، وهو عضو أجوف موجود داخل بطن الأم. ويقوم عضو آخر هو المشيمة بضم الحيوان الثديي المتكون إلى جدار الرحم حيث يحصل على غذائه من الأم عبر المشيمة.
وتسمى الفترة التي ينمو فيها الجنين داخل الرحم بفترة الحمل. وتختلف هذه الفترة بين الثدييات إذ تتراوح ما بين 16 يومًا في الهمستر الذهبي و650 يومًا في الفيلة. وتلد معظم الأنواع قصيرة الحمل صغارًا عاجزة، وقد تكون عمياء أو عديمة الشّعر. أما الأنواع طويلة الحمل فمعظمها يحمل صغارًا تنشط سريعًا بعد الولادة، وتكون أيضًا كاملة الشعر، ويستطيع بعضها السير أو حتى العدو بعد ولادتها بفترة قصيرة.
ذوات الجراب. مجموعة من الثدييات تلد نسلاً صغيرًا جدًّا غير كامل النمو. وبعد الولادة مباشرة تبقى الصغار بجوار حلمات ثدي الأم وتظل هناك إلى أن يكتمل نمّوها. وفي معظم الإناث ذوات الجراب توجد حلمات الثدي داخل كيس بطني يسمى جرابًا يقع فوق المعدة. وتعرف ذوات الجراب بالثدييات الكيسية، ولكن ليس لكل الإناث ذوات الجراب هذا الكيس البطني. ومثال ذلك أنواع معينة من الثدييات التي تعيش في أمريكا الجنوبية.
وهناك نحو 260 نوعًا من ذوات الجراب يعيش ثلثها تقريبًا في أستراليا والجزر القريبة. وتشمل ذوات الجراب الأسترالية حيوانات الكنغر ودببة الكوالا وحيوانات الومبت. وهناك حوالي 80 نوعًا من الأبوسوم ـ وهو من ذوات الجراب ـ يعيش في أمريكا الوسطى وأمريكا الجنوبية، بينما يعيش نوع واحد من هذه الحيوانات في أمريكا الشمالية.
وحيدة المسلك. خلافًا لسائر الأنواع الأخرى من الثدييات، لا تلد الحيوانات وحيدة المسلك صغارًا حية بل تضع بيضًا جلدي القشرة، يفقس بعد انقضاء فترة الحضانة. وتشمل هذه المجموعة قنافذ النمل وحيوانات البلاتيبوس فقط، وتعيش تلك الحيوانات في أستراليا وغينيا الجديدة وتسمانيا.

### العناية بالصغار
تتغذى صغار الثدييات كافة بالحليب الذي تحصل عليه من أثداء الأمهات. وترضع صغار كل من ذوات المشيمة وذوات الجراب من حلمات الثدي. أما الإناث وحيدة المسلك فليست لها حلمات بل تفرز لبنها من خلال ثقوب موجودة على سطح البطن وتلعقه الصغار. وتستمر فترة حضانة الصغار أسابيع قليلة فقط في كل من الفئران والأرانب البرية وأنواع أخرى عديدة. ولكن في بعض الثدييات مثل الفيلة والكركدن ترضع الصغار لعدة أعوام قبل أن تفطم. وفي معظم الأنواع تستطيع الصغار أن تتغذى بالأطعمة الصلبة وذلك لفترات طويلة قبل الفطام.
وتتعلم صغار الثدييات الكثير من المهارات اللازمة لتبقى على قيد الحياة. وكثيرًا ما يحدث ذلك خلال فترة الحضانة حيث يتعلم فيها الصغار كيفية الحصول على الغذاء وتفادي الأخطار. وفي أغلب أنواع الثدييات تقوم الأم وحدها بتربية الصغار، ولكن في بعض الأنواع يساعد الذكر في تنشئة الصغار والعناية بها. فمثلاً تقوم ذكور أنواع معينة من الفئران بالمساعدة في إعداد الجحر. وتقوم ذكور القَيوط والكلاب البرية الإفريقية بإحضار الطعام للأم والجراء. كما تساعد ذكور الأسد في حماية الأم والأشبال من هجوم الضباع والأسود الأخرى.
وفي كثير من الثدييات الأصغر حجمًا مثل الفئران والزبابات تترك الصغار وكرها بعد الفطام مباشرة. ولكن في أنواع أخرى مثل التشيتا (الفهود الصيادة) والفيلة والذئاب وغيرها، تبقى الصغار لفترات طويلة مع أبويها بعد انتهاء فترة الحضانة.

## طرق المعيشة

### المعيشة الجماعية
يعيش كثير من الثدييات في مجموعات اجتماعية يضم كل منها العديد من الأفراد. وتتكون المجموعة الاجتماعية في أبسط صورها من ذكر وأنثى مكتملي النمو إضافة إلى نسلهما، وتكون حيوانات القندس وأنواع معينة من القردة مثل هذه المجموعات. وقد تحتوي مجموعة اجتماعية أكبر مثل قطيع الذئاب على عدد من الحيوانات المكتملة النمو وصغارها من كلا الجنسين. وهناك نوع آخر من المجموعات الاجتماعية يضم ذكرًا واحدًا وعددًا من الإناث المكتملة النمو وصغارها، كما في قطعان الحمر الوحشية.
وفي كثير من الأنواع الاجتماعية يصنَّف أعضاء المجموعة في طبقات اجتماعية وفقًا لدرجة السيطرة. فالطبقة المسيطرة في كل مجموعة لها الخيار الأول في الحصول على الغذاء ورفاق الزوجية. ويكتسب أولئك الأفراد سيطرتهم في بادئ الأمر عند فوزهم في عراك أو مشاجرات، ثم تتواصل بعد ذلك سيطرتهم من خلال التهديد والوعيد.
وللمعيشة الجماعية ميزات عديدة؛ فحيوانات القيوط والذئاب والأسود وغيرها من المفترسات تتعاون جميعها في الالتفاف حول الفريسة وإحضارها لسائر القطيع. كما تستفيد الفرائس أيضًا من المعيشة الجماعية. فإذا شعر أحد الغزلان مثلاً بالخطر فإنه يستطيع تحذير القطيع عن طريق إرسال إشارات ضوئية من خلال الجزء الأبيض الداخلي من ذيله. وفي أنواع أخرى من الفرائس مثل حيوانات الرباح وثيران المسك تجتمع المجموعة في تشكيل دفاعي متآزر للحماية من خطر الحيوانات المفترسة.
وهناك بعض الثدييات تقضي معظم حياتها وحيدة، وتشمل هذه الثدييات الانعزالية النُمُور وحيوانات الببر ومعظم السنَّوريات الأخرى باستثناء الأسود. وحتى هذه الثدييات فإنها تقضي بعض الوقت مع أعضاء من نوعها. فمثلاً تجتمع الذكور والإناث معًا عند التزاوج، ثم تبقى الأم مع صغارها إلى أن يحين موعد الفطام.
وتتمتع الثدييات الانعزالية بميزات قد لا تتوافر لدى حيوانات المعيشة الجماعية. فليس عليها هنا أن تتقاسم الطعام فيما بينها أو تتزاحم في ملاجئها، إضافة إلى إمكان اصطياد الفرائس في هدوء أكثر مما هو في حالة المعيشة الجماعية. وبالنسبة للفرائس فإن الحيوان المنعزل يسترعي انتباهًا أقل من حيوانات المجموعة، كما يمكنه الاختباء بسهولة أكثر.

### الاستيطان
هو أحد أشكال السلوك المعيشي تسعى فيه بعض الحيوانات للاستيطان في منطقة معينة تقوم بالدفاع عنها وحمايتها، بينما تبقى أعضاء أخرى من النوع نفسه خارج تلك المستوطنة. وتقوم كثير من أنواع الثدييات بإنشاء مستوطناتها خلال موسم التزاوج. فمثلاً يقوم ذكر الفقمات الفرائية بعملية الاستيطان قبل بدء الجماع، ثم يطرد الذكور الأخرى خارج المستوطنة محاولاً في الوقت نفسه، أن يجمع فيها أكبر عدد ممكن من الإناث. وتلجأ ثدييات أخرى مثل قردة الجيبون والقردة النابحة إلى طريقة الاستيطان باعتبارها وسيلة لضمان توافر الغذاء الكافي للمجموعة.
وتضع الثدييات علامة حول مستوطناتها بطرق مختلفة للدلالة على ملكية تلك المستوطنات. فمثلاً تستعمل الضباع مخلفاتها الصلبة وكذا الروائح التي تفرزها غدد معينة بالجسم، لإظهار حدود مستوطناتها، بينما تستعمل قطعان الذئاب البول علامة على تلك الحدود، وتعمل هذه العلامات بمثابة تحذير: ممنوع الاقتراب.
وعادة ما تدافع الثدييات عن مستوطناتها بطرق التهديد والوعيد لا بعراك أو مشاجرات حقيقية، كأن تقوم مثلاً مجموعة من القردة النابحة بعمليات الصياح والنباح وذلك لإبعاد القردة الأخرى خارج حدود المستوطنة.
وكثير من الثدييات لا تتخذ مستوطنات للمعيشة، وإنما تتخذ لنفسها مراعي إقليمية تجول حولها بحثًا عن الغذاء والماء وملجأ الإيواء. ولا تتوافر لهذا النوع من المعيشة وسائل الدفاع ضد أعضاء السلالة الواحدة خلافًا لما هو الحال بالنسبة لحيوانات المستوطنة.

### الهجرة
هجرة الحيوانات. يعمد الكثير من أنواع الثدييات إلى الهجرة الموسمية للحصول على غذاء أفضل أو لتفادي قسوة المناخ أو لتحقيق كلا الغرضين معًا. فمثلاً تهاجر خفافيش أمريكا الشمالية وأوروبا نحو الجنوب عند كل خريف، حيث يتعذر وجود الحشرات التي تتغذى بها خلال شتاء الشمال البارد. كما تهاجر حيوانات التَّـيـتَـل الإفريقي والحمر الوحشية من أفريقيا بحثًا عن الحشائش الخضراء أثناء موسم الجفاف السنوي. وكثير من أنواع الغزلان التي تعيش في المناطق المعتدلة تقضي الصيف في المنحدرات الجبلية، ثم تنتقل في الشتاء إلى الوديان حيث تزيد أماكن الإيواء ويقل عمق الجليد.
تهاجر بعض الثدييات إلى منطقة ما لتتخذها مقرًّا للولادة أو التزاوج. فمثلاً تسبح الحيتان الرمادية في الخريف من مياهها القطبية الشمالية التي تتغذى فيها إلى مياه أكثر دفئًا بعيدًا عن الساحل الشمالي الغربي لبلاد المكسيك. ويقل غذاء الحيتان أو ينعدم في تلك المياه الدافئة، ومع ذلك يهاجر إليها الحيـوان لضمان معيـشة صغاره التي لا يمكنها العيش في المياه القطبية الشمالية الباردة.

### السبات
تلجأ بعض أنواع الثدييات إلى السبات كوسيلة لتفادي نقص الغذاء شتاءً. وفيه يدخل الحيوان في سبات لا يستطيع الاستيقاظ منه سريعًا. وتقل درجة حرارة الجسم في الثدييات أثناء السبات مقارنة بدرجة الحرارة العادية، بل وتنخفض في معظم الأحوال لتصل تقريبًا إلى درجة حرارة الهواء الخارجي المحيط. كما تنخفض معدلات النبض والتنفس إلى درجة ملحوظة. وثدييات السبات لا تأكل، وإنما تتغذى بالدهن المخزون في أجسامها. وتمارس بعض هذه الثدييات السبات دخولاً إليه وخروجًا منه مرارًا وتكرارًا على مدار فصل الشتاء.
تشمل الثدييات التي تسبت في الشتاء أنواعًا معينة من الخفافيش وقنافذ النمل وسناجب الأرض وحيوانات المرموط وغيرها من أنواع القوارض. وتسمن معظم هذه الحيوانات بدرجة كبيرة قبل السبات، وتقضي معظم الشتاء عادة في أحد الأوكار أو الأماكن المحمية، حيث لا يحتمل انخفاض درجة الحرارة فيها عن معدل التجمد.
وتدخل بعض الأنواع من الدببة أيضًا في حالة شبيهة بالسبات لفترات طويلة من الشتاء. ويعتقد الكثير من العلماء أن بالإمكان تصنيف السبات الشتوي للدب كحالة من السبات، بينما يعتقد علماء آخرون أن ذلك ليس سباتًا حقيقيًّا نظرًا للانخفاض الطفيف الذي يحدث في درجة حرارة الجسم أثناء السبات الشتوي.
وقليل من أنواع الثدييات ـ وبخاصة القوارض ـ تدخل في حالة من البيات أثناء الأوقات الأكثر حرارة وجفافًا في فصل الصيف، وهو ما يعرف بالسبات الصيفي.

### وسائل الهجوم والدفاع
وسائل الهجوم والدفاع. تعتمد الثدييات الصائدة أساسًا على أسنانها الحادة للإمساك بفرائسها وقتلها. ولمعظم هذه الحيوانات المفترسة أيضًا مخالب تستعملها في الإمساك بضحاياها من الفرائس. وعادة ما تتعقب المفترسات الانعزالية فرائسها عن طريق التسلل خلسة والاختباء، ويساعدها في ذلك جلدها الذي تختلط ألوانه بما يحيط به من أشياء بحيث يصعب تمييزه. وبعد أن ينسل الحيوان المفترس خلسة نحو الفريسة يقوم سريعًا بالوثبة الأخيرة للحاق بها قبل هروبها. وبالنسبة للصائدات الجماعية كالكلاب والذئاب الإفريقية فهي عادة تتبادل التعقب للفريسة إلى أن تنهك قواها ويسهل صيدها.
وتحاول أغلب الثدييات تفادي الحيوانات المفترسة عن طريق الفرار. وتستطيع الثدييات ذوات الحوافر مثل الغزال والإمبالا الجري لمسافات طويلة، بينما تهرع الأرانب والفئران وكثير من الثدييات الصغيرة الأخرى إلى جحورها أو إلى أماكن أخرى للاختباء. أما صغار الظباء وصغار الأرانب البرية فتـتفادى المفترسات بالخلود إلى السكون التام، وتلك الطريقة من وسائل الدفاع الناجحة حيث تعتمد معظم المفترسات في صيدها على الرؤية وتتبع الحركة. وتلجأ حيوانات الأبوسوم الأمريكية إلى هذه الوسيلة ولكن بخطى أكثر تقدمًا، إذ تتظاهر بالموت وتبدو عليها علامات السكون الكامل والإنهاك فتنجو بذلك من المُفْـتَرسات التي لا يُقبل الكثير منها على الحيوانات الميتة.
ولبعض الثدييات مقومات خاصة تحميها من أعدائها. فمثلاً تعمل الدرع العظمية لحيوانات المدرع والحراشف في البنجولين، على حماية تلك الحيوانات من المفترسات ذات المخالب الحادة. وبالمثل فإن الجلد السميك في كل من الفيلة وحيوانات الكركدن يؤدي الغرض نفسه. كما تساعد الأشواك الحادة الصلبة في القنفذ وقنفذ النمل والشيهم في حمايتها من معظم مهاجميها. وتنثر حيوانات مثل الظربان الأمريكي وغيره سائلا كريه الرائحة عند شعورها بالخطر مما يمنع المُفْتَرسات من الاقتراب منها مرة أخرى، كما أن العلامات البيضاء والسوداء الواضحة التي تميز الظربان الأمريكي تذكّر المفترسات بضرورة الابتعاد عنه. وفي معظم أنواع الفرائس تكون الحماية من خلال ألوان الجسم التي تتداخل مع ألوان البيئة المحيطة. وفي بعض الأنواع بتغير غطاء الجسم موسميًّا لملاءمة لون البيئة التي يعيش فيها الحيوان. ففي الأرانب البرية التي تعيش في القطب الشمالي يكون غطاء الجسم بني اللون صيفًا، وفي الشتاء يتحول اللون إلى الأبيض ليساعدها على الاختباء في الجليد.

## تطور الثدييات

### الأجيال القديمة من الثدييات
يعتقد بعض علماء نظرية التطور (النشوء والارتقاء) أنَّ الثدييات تطورت عن مجموعة من الزواحف تدعى ذوات الاقتران العصبي. وقد نشأت تلك الزواحف في غضون العصر البنسلفاني (منذ 310 - 275 مليون سنة). وفي منتصف العصر البرمي (275 - 225 مليون سنة) ظهرت شعبة من ذوات الاقتران العصبي تسمى المرافقات، ثم تطورت تلك المرافقات، حسب اعتقاد هؤلاء العلماء، على مدى عشرات الملايين من السنين وتغير الكثير من ملامحها الرئيسية وتطورت عنها فيما بعد الثدييات. وكثيرًا ما يشار للمرافقات على أنها زواحف شبيهة بالثدييات. وهناك مجموعة واحدة من المرافقات وهي الزواحف النابية التي تكونت فيها أسنان وجماجم وأطراف تشبه تلك الموجودة في الثدييات، ويعتقد بعض العلماء أن الثدييات الأولى قد تطورت عن تلك الثدييات النابية.

### الثدييات الأولى
تشعبت الثدييات الأولى عن الزواحف النّابية في أواخر العصر الترياسي (منذ 225 - 180مليون سنة)، حيث دلت أحافير كثيرة في ذلك العصر إما على وجود ثدييات قديمة أو زواحف نابية. ولم يتأكد العلماء من طبيعة تلك الأحافير، حيث أن كثيرًا من خصائص الثدييات كالشعر والغدد اللبنية والدم الحار لم يثبت أي منها في سجل الأحافير.
وفي أوائل العصر الجوراسي (منذ 180-130مليون سنة) تطورت الثدييات بشكل واضح، وكانت الثدييات السائدة في تلك الفترة صغيرة الحجم ولها شكل يشبه حيوان الزبابة وكانت تتغذى بالحشرات والديدان. وقد ظلت الثدييات صغيرة نسبيًّا طوال العصر الجوراسي والعصر الطباشيري (منذ 130- 65 مليون سنة)، وخلال تلك العصور كانت الديناصورات هي الحيوانات المهيمنة في الأرض. وقد تطورت خلال العصر الجوراسي مجموعات كثيرة من الثدييات الأولية. ويعتقد بعض العلماء ـ خصوصًا في الغرب ـ أن إحدى تلك المجموعات الأولية كانت بداية لنشوء الثدييات وحيدة المسلك المعروفة الآن، وإن كان هناك قصور واضح في السجلات الأحفورية لمثل تلك الثدييات التي تضع بيضًا. وخلال العصر الطباشيري انقرض كثير من المجموعات المبكرة، ولكن بقيت منها مجموعة واحدة وهي ذوات الأحشاء، والتي يعتقد أنه قد تكوَّن عنها كل من ذوات الجراب وذوات المشيمة في منتصف ذلك العصر

### عصر الثدييات
بدأ عصر الثدييات بانقراض الديناصورات في أواخر العصور الطباشيرية. وفي العصر الحديث (منذ 65 مليون سنة وحتى الآن) أصبحت الثدييات هي الفقاريات المهيمنة في الأرض. وبنهاية العصر الفجري (منذ 55-40 مليون سنة) تطورت المجموعات الرئيسية أو الرتب الحديثة من الثدييات، ثم ظهرت منها العائلات الجديدة خلال العصر الضُّحَويّ (منذ 40 -26مليون سنة).
وقد بلغت أنواع الثدييات ذروتها خلال العصر الثُّلُثي الأوسط (26 - 14 مليون سنة)، ثم بدأت تلك الأنواع في الانقراض خلال العصر الحديث القريب (منذ 14 - 1,75 مليون سنة). وفي العصر الحديث الأقرب (منذ 1,75 مليون سنة) حدثت تغيرات مناخية هائلة حيث تقدمت العديد من الأمواج الجليدية وزحفت نحو كثير من مناطق أمريكا الشمالية وأوروبا وآسيا، مما أدى إلى انقراض العديد من الثدييات مثل حيوانات الكسـلان الأرضية والفـيلة الضخمة والقطط ذات الأسنان السيفية وحيوانات الكركدن الصوفية. ويرجع انقراض تلك الحيوانات إلى التغيرات في المناخ، مثلما يرجع أيضا إلى اصطيادها من قبل الحيـوانات المُفْتَرسَة والإنسان

### مستقبل الثدييات
رغم أن الانقراض هو جزء من عملية التطور إلا أن الإنسان أيضًا قد عجَّل في زوال عدد من الثدييات البرية. فقد قام الصيادون في المئات القليلة من الأعوام الماضية بإبادة أنواع من الثدييات مثل الظباء الزرقاء الإفريقية وحمر الكواغة وأبقار البحر. كما تسبب الإنسان أيضًا في تناقص عدد قردة إنسان الغابة وحيوانات الكركدن والببر وغيرها من الثدييات، وكان هذا التناقص لدرجة لا يتسنى معها بقاء مثل هذه الأنواع.
وقد تضاءل عدد كثير من الثدييات البرية الكبيرة وأصبح وجودها مقصورًا على الحدائق العامة التي لا يتوافر في بعضها أماكن كافية لمعيشة تلك الحيوانات. وهناك أنواع أخرى من الثدييات الكبيرة، كالحيتان، التي لا يزال صيدها جاريًا حتى الآن. وفي كل عام يُحوِّل الناس الكثير والكثير من أراضي البراري إلى حقول ومزارع، مما يقيد من معيشة الثدييات في أماكنها الطبيعية. وسوف يعتمد بقاء أغلب الثدييات البرية على إيجاد محميات لهذا الغرض وحدائق عامة تُدار بعناية.

## الثدييات الطائرة

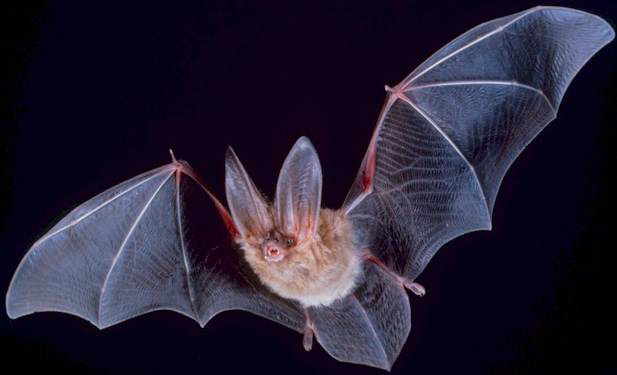
خفاش يظهر عليه الغشاء الجلدي الواصل بين أصابعه

ليس كل ما يطير من الطيور؛ فربع الثدييات تقريبا هي من الخفافيش ـ980 نوعا تقريباـ وليست هذه الأنواع فقط القادرة على فعل ذلك فهناك عدة أنواع مثل السنجاب الطائر والغاليوبيتيك.مع العلم أنها لا تمتلك أجنحة بل أعشية جلدية تربط بين أصابعها.

## تمييز الثدييات عن غيرها
هناك ثلاث خصائص تسمح بتمييز الثدييات عن غيرها من الفقريات: أنها ذات أثداء، وجلدها (مع بعض الاستثناءات) مغطى بالوبر، وهي ولود تتكاثر بالولادة، وهذا يعني أن صغارها تكبر في أحشائها وتولد شبه كاملة.
الأثداء الإناث من الثدييات تملك كلها غدداً ثديية تعطي الحليب، المادة الغنية بالعناصر المغذية والسهلة الهضم، وبالحليب يتغذى صغار الثدييات. وتجتمع الغدد الثديية عند كل الأجناس لتؤلف أعضاء مميزة لهذه الحيونات.
أما الذكور فهي عادة من تلقح الإناث وتنتج الحيوانات المنوية لتلقيح في بويضة الأنثى ثم تتطور الأجنة في رحم الأنثى فترة طويلة نوعاً ما بحسب النوع ، ثم تلده الأنثى أثناء الولادة كاملا أو شبه كامل ولكنه يستطيع الحركة منذ خروجه وليس كبقية الفقاريات تتطور أجنته في البيض.
الجلد عكس سائر الفقريات يكون جلد أغلب الثدييات مغطى بالوبر، كما أنه مزود بنوعين من الغدد:
- الغدد الدهنية التي تؤمن الطراوة للوبر والجلد،
- الغدد العرقية التي تفرز العرق. وتبخر العرق يؤمن للجلد البرودة ويسهم في حفظ حرارة ثابتة للجسم.
وهكذا فإن هذه الغدد تؤمن للثدييات التكيف مع البيئة بالنسبة للحرارة والبرودة المحيطة بالجو الذي تعيش فيه.
القلب كما هو الحال عند سائر الثدييات، يقسم القلب إلى أربع فجوات، وقسما اليمين منها منفصلان كليا عن قسمي اليسار، وهذا ما يحول دون اختلاط الدم الشرياني بالدم الوريدي
وهناك خصائص أخرى موجودة في الثدييات، بالرغم من أنها غير مختصة بها دون سواها.

## اقرأ ايضاً
- سينودونت - أسلاف قبل 260 مليون سنة من العصر البرمي المتأخر
- ثيرابسيدا